# Видра (Козелецький район)
Ви́дра — гідрологічний заказник місцевого значення в Україні. Розташований у Козелецькому районі Чернігівської області, на північ від села Тужар. 
Площа 200 га. Статус дано 1979 року. Перебуває у віданні: Косачівська сільська рада. 
Входить до складу Міжрічинського регіонального ландшафтного парку.

## Болото Видра
Низинне осокове болото, що прилягає до Київського водосховища. Рослинний покрив цього болота трансформований під впливом осушення, і тепер воно заростає вербами та осикою. 
Болотний масив утворений на місці старорічища, оточений місцями чорновільшняками. Має водорегулююче значення для прилеглих територій. Тут зберігаються малопорушені екосистеми Лівобережного Полісся. На території масиву спостерігаються процеси вторинного заболочування, а цьому сприяють поселення бобрів. 
Всього в межах болота зареєстровано 114 видів птахів, з них 87 — гніздяться або, ймовірно, гніздяться. На болоті Видра та в навколишніх лісах трапляється порівняно велика кількість рідкісних птахів. Найбільшу цінність в орнітологічному плані воно становить як місце гніздування сірого журавля (занесений до Червоної книги України). Серед інших рідкісних видів гніздиться чорний лелека, змієїд, підорлик малий. 
Тут спостерігається висока чисельність козуль, кабанів, лосів, благородних оленів.